# 飯能市立加治東小学校
飯能市立加治東小学校（はんのうしりつ かじひがししょうがっこう）は、埼玉県飯能市にある公立小学校。略称は加治東小、東小。

## 概要
- 飯能市の東端エリアに位置し、学区は入間市に隣接している。岩沢地区の児童が9割を占める。
- 学校教育目標は「かしこく　なかよく　たくましく」[1]
- 小学校区の岩沢・阿須地区には、保育所・幼稚園・小学校・中学校・高校・大学が全て存在し、近隣市町村では稀有な一大文教地区となっている。
- トーベ・ヤンソンあけぼのこどもの森公園（通称：ムーミン谷）が近隣にあり、授業や活動で利用されている。

## 沿革

### 経緯
昭和53年4月に、加治小学校から児童数の増加に対応するため、学区内の東部である岩沢（国道299号南の双柳地区の一部を含む）・阿須地区を分離して開校した。岩沢地区の入間川沿いの農地などを整備し、新たに鉄筋コンクリート4階建ての校舎を建設した。
- 1978年（昭和53年）4月1日　飯能市立加治東小学校として開校(学区は、阿須、岩沢、双柳の一部)
- 1978年（昭和53年）5月20日　PTA発足・第1回総会
- 1978年（昭和53年）5月22日　校章制定
- 1978年（昭和53年）11月2日　開校記念式典・校歌制定発表会（開校記念日を11月2日と制定）
- 1981年（昭和56年）3月7日　開校記念碑除幕式・屋内運動場落成式
- 1981年（昭和56年）7月22日　水泳プール竣工式典
- 1982年（昭和57年）昭和５６年度卒業生　大時計・遊具カメタンを寄贈
- 1983年（昭和58年）1月31日　校舎東に教室増設(２・３・４階に各２教室)
- 1987年（昭和62年）4月11日　開校１０周年記念国旗・校旗掲揚柱設置
- 1987年（昭和62年）11月7日　開校１０周年記念式典
- 1993年（平成5年）1月13日　開校１５周年記念事業によるロープウェイ開通式
- 1996年（平成8年）5月17日　平成８年度埼玉県社会福祉協力校として指定される
- 1997年（平成9年）8月　防衛庁校舎空調施設工事(校長室・職員室・保健室・図書室等)
- 1997年（平成9年）11月15日　開校２０周年記念式典
- 2002年（平成14年）4月23日　校庭東側端にビオトープ池設置
- 2003年（平成15年）6月9日　第４回さいたま環境賞彩の国エコアップ大賞を受賞土屋義彦知事より表彰される
- 2005年（平成17年）4月22日　埼玉県教育委員会より「学・民ジョイントプロジェクト推進校」として研究委嘱を受ける
- 2005年（平成17年）5月20日　埼玉県学校視聴覚教育連盟より視聴覚教育研究委嘱を受ける
- 2005年（平成17年）6月3日　入間地区視聴覚教育連盟　研究委嘱を受ける
- 2007年（平成19年）7月20日　給食室全面改装工事
- 2007年（平成19年）10月27日　ＮＨＫ教育テレビ「親と子のＴＶスクール」番組収録　一日授業公開日に合わせて「親と子のＴＶスクール」公開収録を体育館で行う
- 2008年（平成20年）12月10日　校舎耐震補強並びに改修工事完成
- 2009年（平成21年）1月10日　「地域ふれあいルーム」設置
- 2009年（平成21年）4月1日　特別支援学級設置
- 2009年（平成21年）11月14日　開校３０周年記念式典
- 2010年（平成22年）4月28日　加治東小学校応援団結団式
- 2011年（平成23年）3月1日　外トイレ改修
- 2011年（平成23年）3月11日　東日本大震災発生　計画停電などへの対応
- 2014年（平成26年）4月23日　飯能市水辺環境保全事業　ウグイの放流
- 2014年（平成26年）11月18日　JFAキッズプログラム「サッカー教室」
- 2015年（平成27年）3月20日　メール連絡システム「まちコミ」導入
- 2015年（平成27年）12月22日　体育館竣工記念式　加治中吹奏楽部の演奏
- 2017年（平成29年）9月23日　４０周年記念バザー開催
- 2017年（平成29年）10月25日　開校４０周年記念式典（祝う会）卒業生の音楽家　野田学さんの演奏
- 2017年（平成29年）11月10日　開校４０周年記念祝賀会
- 2018年（平成30年）　ブランコ・外トイレ改修
- 2020年（令和2年）3月5日～5月31日　新型コロナウイルス感染防止のため休校

## 進学先中学校
- 飯能市立加治中学校

## 通学区域内の主な施設
- 飯能市民体育館（阿須運動公園・岩沢運動公園）
- トーベ・ヤンソンあけぼの子どもの森公園
- 駿河台大学
- 埼玉県立飯能南高等学校
- 飯能市立加治中学校
- 飯能市立加治東保育所
- 白鳥幼稚園・白鳥保育園
- 加治東くりの子クラブ（学童）
- 西武池袋線元加治駅
- 飯能自動車学校
- 日豊鉱業
- 小﨑工業

## 交通アクセス
所在地：埼玉県飯能市岩沢１２４３
- 西武池袋線元加治駅より南西へ約900m。徒歩約11分。

## 著名な卒業生
- 野田学（作曲家）
- 野尻克己（映画監督）

## 歴代校長
- 初代（昭和53年～58年）西島　昇
- 2代（昭和59年～60年）吉田　高一
- 3代（昭和61年～62年）小澤　良助
- 4代（昭和63年～平成元年）深田　きよ
- 5代（平成2年～6年）浅見　信
- 6代（平成7年～9年）小鹿野　輝芳
- 7代（平成10年～12年）中川　政晴
- 8代（平成13年～15年）内藤　定芳
- 9代（平成16年～19年）冨士池　長雄
- 10代（平成20年～23年）中村　恵太朗
- 11代（平成24年～25年）伊藤　誠
- 12代（平成26年～27年）栗原　哲雄
- 13代（平成28年～29年）小野　加津美
- 14代（平成30年～令和2年）岡本　哲夫
- 15代（令和3年〜）塚内　素子